# Cholderton
Cholderton – wieś w Anglii, w hrabstwie Wiltshire. Leży 14 km na północny wschód od miasta Salisbury i 114 km na zachód od Londynu.